# Villa Hills
Villa Hills is een plaats (city) in de Amerikaanse staat Kentucky, en valt bestuurlijk gezien onder Kenton County.

## Demografie
Bij de volkstelling in 2000 werd het aantal inwoners vastgesteld op 7948.
In 2006 is het aantal inwoners door het United States Census Bureau geschat op 7707, een daling van 241 (-3.0%).

## Geografie
Volgens het United States Census Bureau beslaat de plaats een oppervlakte van
11,5 km², waarvan 9,6 km² land en 1,9 km² water.

## Plaatsen in de nabije omgeving
De onderstaande figuur toont nabijgelegen plaatsen in een straal van 4 km rond Villa Hills.

## Geboren
- Nate Dusing (1978), zwemmer